# الانتخابات التشريعية المغربية 1963
الانتخابات التشريعية لعام 1963 هي أول اقتراع تشريعي منذ استقلال المغرب عام 1956 جرت بتاريخ 17 مايو 1963 في أعقاب الاستفتاء الدستوري للبلاد لعام 1962 بشأن إنشاء أول دستور للمغرب المستقل.
أفرزت النتيجة فوزًا للجبهة الموالية للملكية جبهة الدفاع عن المؤسسات الدستورية (FDIC) التي تم إنشاؤها خلال بضعة أشهر من انتخاب الصديق المقرب والمستشار الخاص للملك الحسن الثاني أحمد رضا اجديرة، بما مجموعه 69 مقعدًا. ومع ذلك، استطاع حزبا المعارضة الرئيسيان، حزب الاستقلال والاتحاد الوطني للقوات الشعبية الحصول مجتمعين على نفس العدد من المقاعد.
بحسب المصادر الرسمية بلغت نسبة إقبال الناخبين على الاقتراع ٪71.8. ومع ذلك، ألغت المحكمة العليا في نوفمبر نتائج عدة مقاعد فازت بها المعارضة. كما أعطت الانتخابات الفرعية التي أجريت في يناير 1964 سيطرة جبهة الدفاع عن المؤسسات الدستورية (FDIC) على البرلمان، والتي سيتم حلها في نهاية المطاف من قبل الملك الحسن الثاني في عام 1965.

## الدستور
نص الدستور الأول للمملكة لعام 1962 في ما يخص الاليات التشريعية للسلطة على الاتي:
| الانتخابات التشريعية المغربية 1963 | الفصل 36 : يتركب البرلمان من مجلس النواب ومجلس المستشارين الفصل 45 : يتركب مجلس المستشارين فيما يرجع لثلثي أعضائه، من أفراد منتخبين في كل عمالة وإقليم من لدن جماعة ناخبة تتألف من أعضاء مجالس العمالات والمجالس الحضرية والقروية، وفيما يرجع لثلث أعضائه، من أفراد تنتخبهم الغرف الفلاحية والغرف التجارية والصناعية وغرف الصناعة التقليدية، ومن ممثلي المنظمات النقابية. ولايمكن انتخاب إلا الذين تقدموا بترشيح أنفسهم لدى الجماعة الناخبة التي ينتمون إليها كأعضاء. ينتخب أعضاء مجلس المستشارين لمدة ست سنين، ويجدد نصف المجلس كل ثلاث سنين ويعين عن طريق القرعة الأعضاء الذين يشملهم أول تجديد. ويطلق اسم مستشاري المملكة على أعضاء مجلس المستشارين. ويحدد قانون تنظيمي عدد المستشارين وطريقة انتخابهم وشروط القابلية للانتخاب وموانعها. الفصل 46 : تنعقد دورات مجلس المستشارين في المواعد المقررة لمجلس النواب. | الانتخابات التشريعية المغربية 1963 |

## النظام الانتخابي
بناء على دستور المملكة ينهج المغرب نظاما تشريعيا ثنائيا مكونا من غرفتين تشريعيتين اثنتين وهما:
- مجلس النواب ويضم 144 عضوا يتم انتخابهم بالاقتراع العام المباشر كل 4 سنوات.
- مجلس للمستشارين ويضم 120 عضوا بالاقتراع الغير مباشر لمدة 6 سنوات يتم تجديد نصفهم كل 3 سنوات.

### الاقتراع الغير مباشر
في 12 أكتوبر، أجريت انتخابات غير مباشرة لمجلس المستشارين لانتخاب 120 عضوا وذلك في ثلاث مجمعات انتخابية؛ انتخب أعضاء جمعيات المقاطعات والمحافظات 80 عضوًا، وانتخبت الهيئات المهنية 35 عضوًا (14 منهم عمال الصناعة، 16 مزارعون و5 حرفيين)، فيما حظيت مجالس الأعمال بانتخاب خمسة أعضاء. تمخض عن هذه الانتخابات اكتساح لجبهة الدفاع عن المؤسسات الدستورية (FDIC) ب104 مقعد من أصل 120 مقعدًا.

### الاقتراع العام المباشر
| الأحزاب                           | الأصوات               | النسبة % | المقاعد |
| --------------------------------- | --------------------- | -------- | ------- |
| جبهة الدفاع عن المؤسسات الدستورية | 1,159,932             | 34.8     | 69      |
| حزب الاستقلال                     | 1,000,506             | 30.0     | 41      |
| الاتحاد الوطني للقوات الشعبية     | 751,056               | 22.5     | 28      |
| الحزب الشيوعي المغربي             | 2,345                 | 0.1      | 0       |
| محايدون                           | 421,479               | 12.6     | 6       |
| أصوات فارغة/غير صالحة             | 113,221               | −        | −       |
| المجموع                           | 3,448,539             | 100      | 144     |
| ناخبون مسجلون                     | 4,803,654             | 71.8     | −       |
|                                   | المصدر: Nohlen et al. |          |         |

## معلومات
1. ↑  نجد ضمن جبهة الدفاع عن المؤسسات الدستورية، الحركة الشعبية ممثلة في المحجوبي أحرضان وحزب الشورى والاستقلال ممثلا في محمد حسن الوزاني الذي انضم إلى تشكيل أحمد رضا اجديرة